# Hygrohypnum caussequei
Hygrohypnum caussequei là một loài Rêu trong họ Amblystegiaceae. Loài này được (Renauld & Cardot) Cardot mô tả khoa học đầu tiên năm 1915.